# Regional Preferente da Comunidade Valenciana
A Regional Preferente da Comunidade Valenciana constitui a quinta divisão do campeonato espanhol de futebol na Comunidade Valenciana. Sua organização é feita pela Federación de Fútbol de la Comunidad Valenciana (FFCV), fundada en 1909. É organizada em 4 grupos de 18 equipes cada. Os acessos para a Tercera División é feito a partir de uma eliminatória envolvendo os 3 primeiros de cada grupo da temporada regular. As doze equipes são divididas em 3 grupos de 4 equipes, possuindo semifinais e final em partidas de ida e volta, o vencedor de cada um destes grupos são promovidos para o Grupo VI da Tercera División. Os 3 últimos de cada grupo são rebaixados para a Primeira Regional da Comunidade Valenciana.

## Equipes participantes 2018/2019

### Grupo 1º
| Equipe                     | Cidade                     |
| -------------------------- | -------------------------- |
| CF San Jorge               | San Jorge                  |
| CD Benicarló               | Benicarló                  |
| CD Cabanes                 | Cabanes                    |
| CD L'Alcora                | L'Alcora                   |
| CF Borriol                 | Borriol                    |
| CD Castellón "B"           | Castellón de la Plana      |
| CF Rafalafena de Castellón | Castellón de la Plana      |
| CF San Pedro               | Castelló de la Plana       |
| CD Onda                    | Onda                       |
| CD Almazora                | Almassora                  |
| Alqueries CF               | Alquerías del Niño Perdido |
| CD Burriana                | Burriana                   |
| CF Nules                   | Nules                      |
| UD Vall de Uxó             | La Vall d'Uixó             |
| Almenara Atlètic           | Almenara                   |
| UD Puzol                   | Puçol                      |
| CF Albuixech               | Albuixec                   |
| Huracán Moncada CF         | Sagunto                    |

### Grupo 2º
| Equipe                   | Cidade                   |
| ------------------------ | ------------------------ |
| Atco. Vallbonense        | La Pobla de Vallbona     |
| CD Utiel                 | Utiel                    |
| Rayo S.Antonio Benagéber | San Antonio de Benagéber |
| Ribarroja CF             | Riba-roja de Túria       |
| Burjassot CF             | Burjassot                |
| SC Requena               | Requena                  |
| UD Quart de Poblet       | Quart de Poblet          |
| Mislata CF               | Mislata                  |
| UD Castellar-Oliveral    | València                 |
| Discóbolo La Torre AC    | València                 |
| UDJ Barrio del Cristo    | València                 |
| CD San Marcelino         | València                 |
| CD Serranos              | València                 |
| UD Aldaia                | Aldaia                   |
| Torrent CF               | Torrent                  |
| CF Recambios Colón       | Paiporta                 |
| CD Buñol                 | Buñol                    |
| Alcácer CF               | Alcàsser                 |

### Grupo 3º
| Equipe                         | Cidade                   |
| ------------------------------ | ------------------------ |
| UD Alginet                     | Alginet                  |
| UE L' Alcúdia                  | L'Alcúdia                |
| CF Tous                        | Tous                     |
| UD Carcaixent                  | Carcaixent               |
| UD Castellonense               | Villanueva de Castellón  |
| CF UE Tavernes de la Valldigna | Tavernes de la Valldigna |
| CD Enguera                     | Enguera                  |
| UD Portuarios-Disarp           | Gandia                   |
| CF UE Gandia                   | Gandia                   |
| UD Benigànim                   | Benigànim                |
| Racing Rafelcofer CF           | Rafelcofer               |
| L' Olleria CF                  | Ollería                  |
| CD Dénia                       | Dénia                    |
| Pego CF                        | Pego                     |
| CD Jávea                       | Xàbia                    |
| Muro CF                        | Muro de Alcoy            |
| CD Contestano                  | Cocentaina               |
| CD Monte Sión                  | Torrent                  |

### Grupo 4º
| Equipe                           | Cidade                  |
| -------------------------------- | ----------------------- |
| Villena CF                       | Villena                 |
| Villajoyosa CF                   | Villajoyosa             |
| Elda Industrial CF               | Elda                    |
| Benidorm CD                      | Benidorm                |
| Intercity Sant Joan D' Alacant   | Sant Joan d'Alacant     |
| CD Universidad de Alicante       | San Vicente del Raspeig |
| Aspe UD                          | Aspe                    |
| Hércules CF "B"                  | Alicante                |
| CF Independiente Alicante        | Alicante                |
| Carrús-Unión Deportiva Ilicitana | Elche                   |
| Benferri CF                      | Benferri                |
| Callosa Deportiva CF             | Callosa de Segura       |
| FB Redován CF                    | Redován                 |
| CD Almoradí                      | Almoradí                |
| CD Tháder                        | Rojales                 |
| Orihuela CF "B"                  | Orihuela                |
| CD Torrevieja                    | Torrevieja              |
| UD Horadada                      | Pilar de la Horadada    |